# Polychrysia pallescens
Polychrysia pallescens är en fjärilsart som beskrevs av Barend J. Lempke 1949. Polychrysia pallescens ingår i släktet Polychrysia och familjen nattflyn. Inga underarter finns listade i Catalogue of Life.